# Amazona
Amazona, u gornjem toku nazvana Rio Solimões je rijeka u Južnoj Americi. To je vodom najbogatija rijeka na Zemlji. U odnosu na dužinu, pa time i mjesto na ljestvici najdužih rijeka, ima nejasnoća je li duža od Nila ili nije, pa time najduža na svijetu ili druga po redu. Prema zadnjim mjerenjima, Amazona je dugačka 6.992 km. Njome teče više vode nego što ih imaju Nil, Mississippi i Jangce zajedno, ukupno oko jedne šestine svih vodotoka na svijetu. Amazona ima oko 10.000 pritoka od kojih je 17 dužih od Rajne. Širina rijeke je u Brazilu uglavnom više kilometara i mijenja se, ovisno o godišnjem dobu, odnosno, o količini padalina u njenom gornjem toku. U razdoblju visokog vodostaja plavi okolne šume u širinu i do 100 km. Te plavljene šume tvore zaseban, jedinstveni ekosustav. U području ušća se nalazi otok Marajó velik oko 49.000 km². Ako se taj otok uračuna, zajedno s rijekama koje utječu u Atlantik nešto južnije od Amazone, posebno Rio Tocantis, delta Amazone je široka više stotina kilometara. Sa zapada na istok prolazi područjem koje se naziva Amazonija.
Zbog svog ogromnog bogatstva vrstama životinja i biljaka, njezin središnji dio uvršten je u UNESCO-ov popis mjesta svjetske baštine u Americi.
Najudaljeniji izvor Amazone, je izvor rijeke Apurímac koja izvire u južnom Peruu ispod 5.597 m visokog vrha Nevado Mismi u Andama, protječe 730 km, te se nakon sutoka s rijekom Mantaro, nastavlja kao rijeka Ene, koja nakon 153 km tijeka sutokom s rijekom 
Perené formira rijeku Tambo. Tambo nakon 159 km svoka toka, sutokom s rijekom Urubamba, na nadmorskoj visini od 287 m formira rijeku Ucayali. Ucayali se spaja s rijekom Marañón, u rijeku Amazonu.
Slovenski plivački ultramaratonac Martin Strel prvi je čovjek, koji je preplivao cijelu Amazonu 2007. godine, želeći upozoriti na prekomjerno uništavanje prašuma.

## Vanjske poveznice
|  | Zajednički poslužitelj ima stranicu o temi Amazona    |
|  | Zajednički poslužitelj ima još gradiva o temi Amazona |